# Светлое (Хмельницкая область)
Све́тлое (укр. Світле; до 2016 г. Улья́новка Втора́я) — село в Красиловском районе Хмельницкой области Украины.
Население по переписи 2001 года составляло 123 человека. Почтовый индекс — 31050. Телефонный код — 3855. Занимает площадь 0,525 км². Код КОАТУУ — 6822783407.

## Местный совет
31050, Хмельницкая обл., Красиловский р-н, с. Заслучное, пл. Ленина